# Sternwarte Leipzig

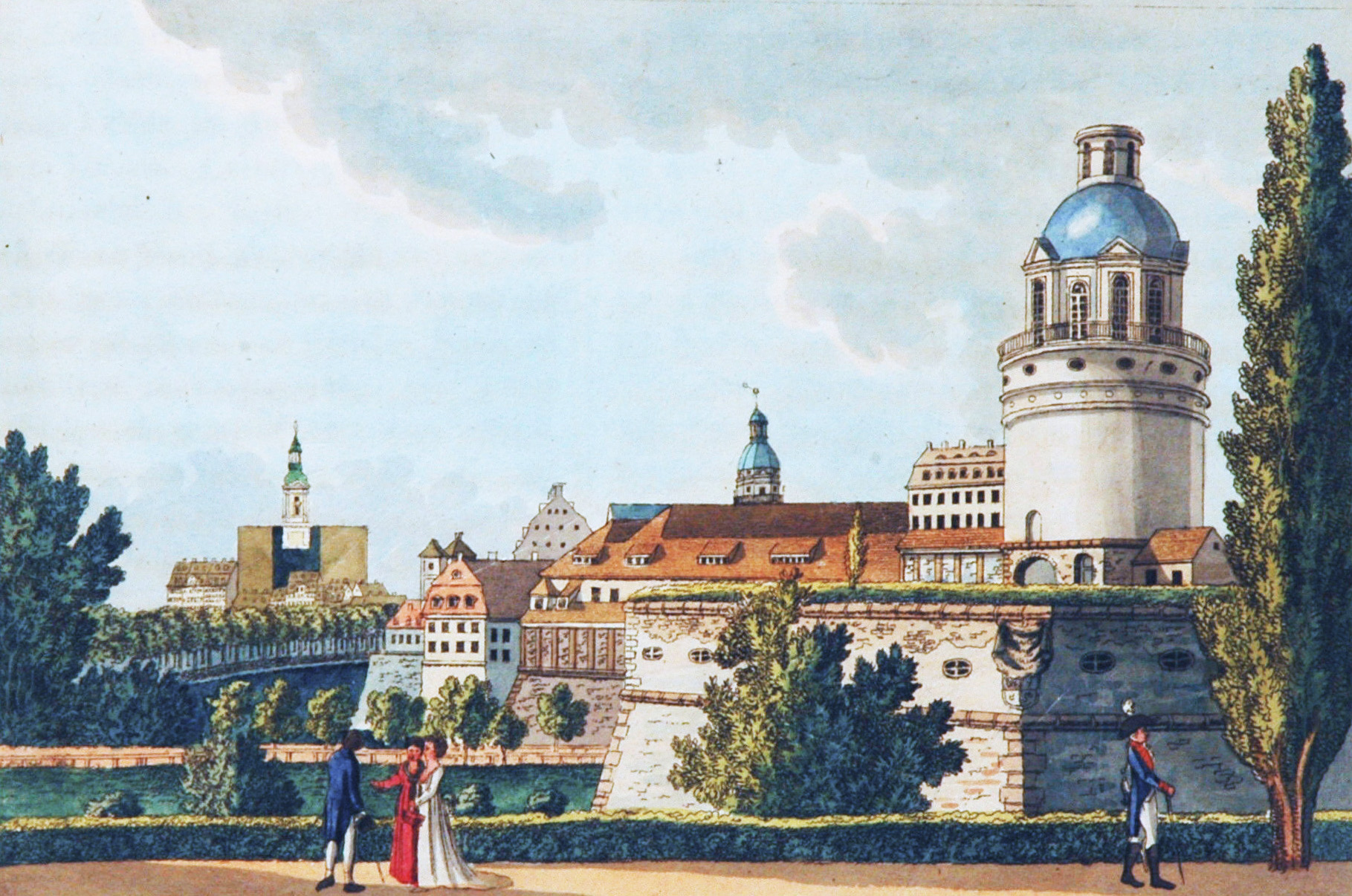
Alte Sternwarte im Turm der Pleißenburg im Jahr 1804

Eine Sternwarte Leipzig existierte ab 1794 als Einrichtung der Universität nacheinander an zwei Standorten in Leipzig. Die erste Sternwarte befand sich bis 1861 auf dem Turm der mittelalterlichen Pleißenburg. Die im selben Jahr eröffnete neue Sternwarte im Johannistal wurde nach der teilweisen Zerstörung bei dem schweren Luftangriff vom 4. Dezember 1943 notdürftig weiter betrieben, jedoch 1956 endgültig geschlossen.
Heute gibt es in Leipzig kein astronomisches Observatorium oder Planetarium mehr. Das 1926 im Leipziger Zoo eröffnete Großplanetarium wurde ebenfalls von Bomben zerstört; das von 1992 bis 1996 existierende Planetarium im Zoo musste den Betrieb wegen mangelnder Zuschauerresonanz und sommerlicher Temperaturprobleme in der Kuppel einstellen. Bis ca. 2002 gab es neben der Bethanienkirche in Schleußig ein von der Volkshochschule und dem Johannes-Kepler-Gymnasium genutztes Observatorium. Nach dessen Schließung und dem Verkauf des Grundstückes Stieglitzstraße 40 durch die Stadt Leipzig sind die beiden nächstgelegenen Einrichtungen dieser Art die 1965 eröffnete Sternwarte „Juri Gagarin“ Eilenburg und das seit 1978 bestehende Astronomische Zentrum Schkeuditz. Zusammen bilden sie die Sternwarte Nordsachsen.

## Geschichte

### Die alte Sternwarte auf der Pleißenburg

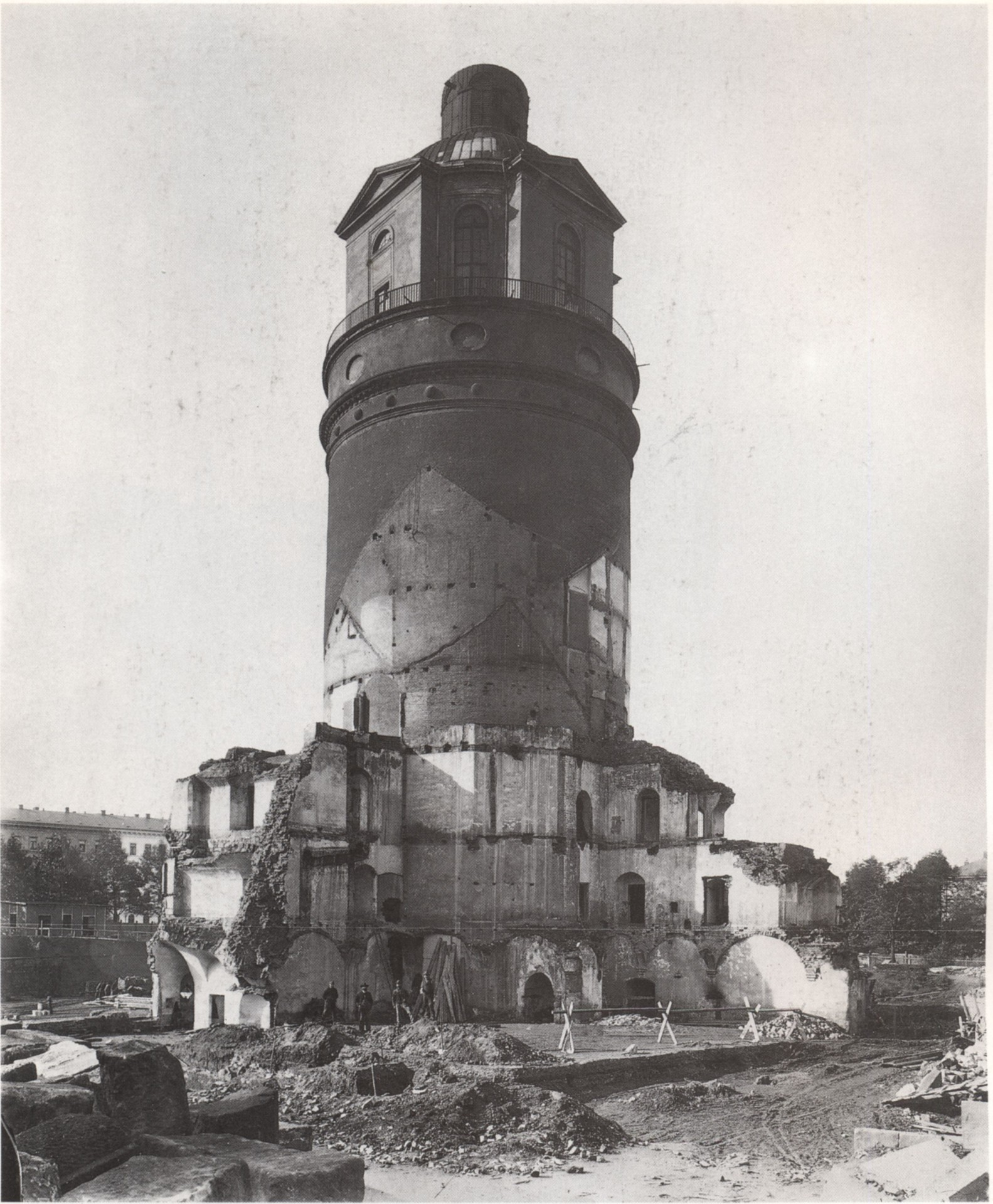
Abriss des Turmes 1897

Die erste Universitäts-Sternwarte entstand 1787/1790 durch den Umbau des Turmes der Pleißenburg nach einem Entwurf der Leipziger Mathematiker Georg Heinrich Borz (1714–1799) und Carl Friedrich Hindenburg (1741–1808). Den am 3. Februar 1794 eingeweihten klassizistischen Rundbau der Sternwarte als oberen Abschluss des Burgturmes entwarf der Architekt und Baudirektor der Stadt Leipzig Johann Carl Friedrich Dauthe (1746–1816). Die Fundierung des Teleskoppfeilers entsprach allerdings nicht den späteren Erfordernissen.
Der Sternwarte stand bis 1848 ein Observator vor, der durch (bis 1815 zwei, danach nur noch einen) Gehilfen (Amanuensis) unterstützt wurde. Zum Personalbestand gehörte außerdem ein Aufwärter (seit 1842: Castellan). Im Jahr 1848 wurde die Stelle des Gehilfen in die eines zweiten Observators umgewandelt; der bisherige Observator fungierte seitdem als Direktor der Sternwarte.
Observatoren bzw. Direktoren der alten Sternwarte waren:
- 1791–1809: Christian Friedrich Rüdiger (1760–1809)
- 1811–1816: Carl Brandan Mollweide (1774–1825), entwickelte die nach ihm benannte Kartenprojektion
- 1816–1848: August Ferdinand Möbius (1790–1868); 1848–1861 Direktor der Sternwarte
- 1848–1857: Heinrich Louis d’Arrest (1822–1875), Mitentdecker des Planeten Neptun
- 1860–1861: Karl Christian Bruhns (1830–1881)

Im Jahr 1861 wurde die Sternwarte geschlossen, nachdem sie durch die dichte Bebauung ihrer eigentlichen Bestimmung nicht mehr gerecht werden konnte und als Ersatz die neue Sternwarte im Johannistal eröffnet worden war. Die Pleißenburg wurde mitsamt der alten Sternwarte 1897 abgebrochen, um Platz für das Neue Rathaus von Leipzig zu schaffen. Die Fundamente des alten Burgturmes wurden für die Errichtung des neuen Rathausturmes genutzt.

### Die neue Sternwarte im Johannistal

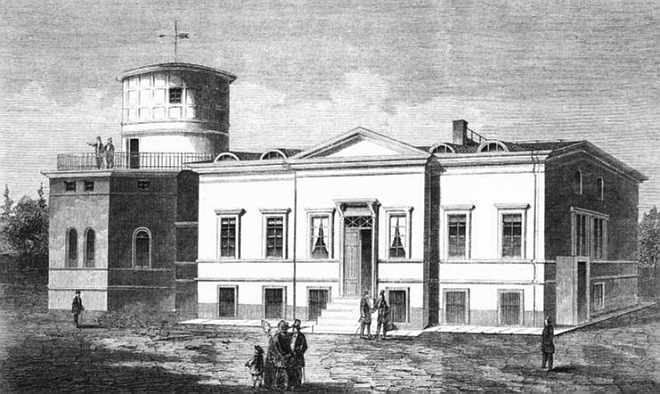
Die neue Sternwarte im Johannistal (links) mit dem Wohnhaus des Direktors (rechts) 1861, von Norden gesehen

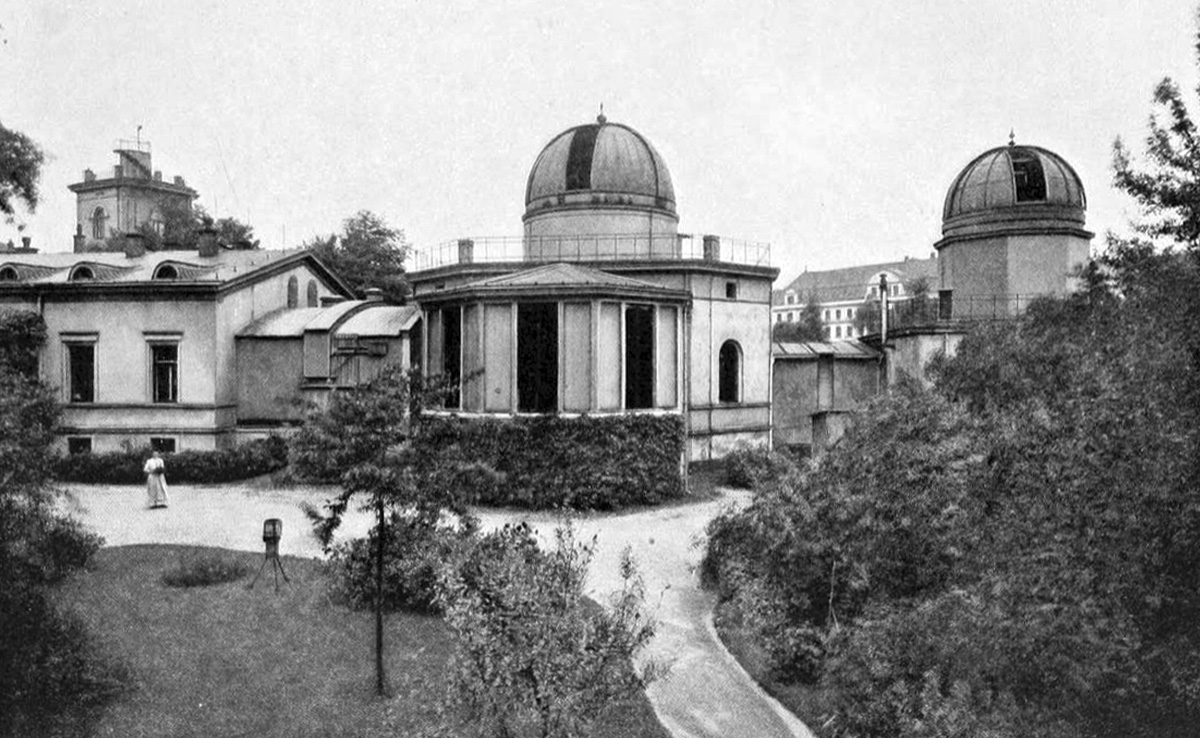
Die Sternwarte um 1909, von Süden
gesehen

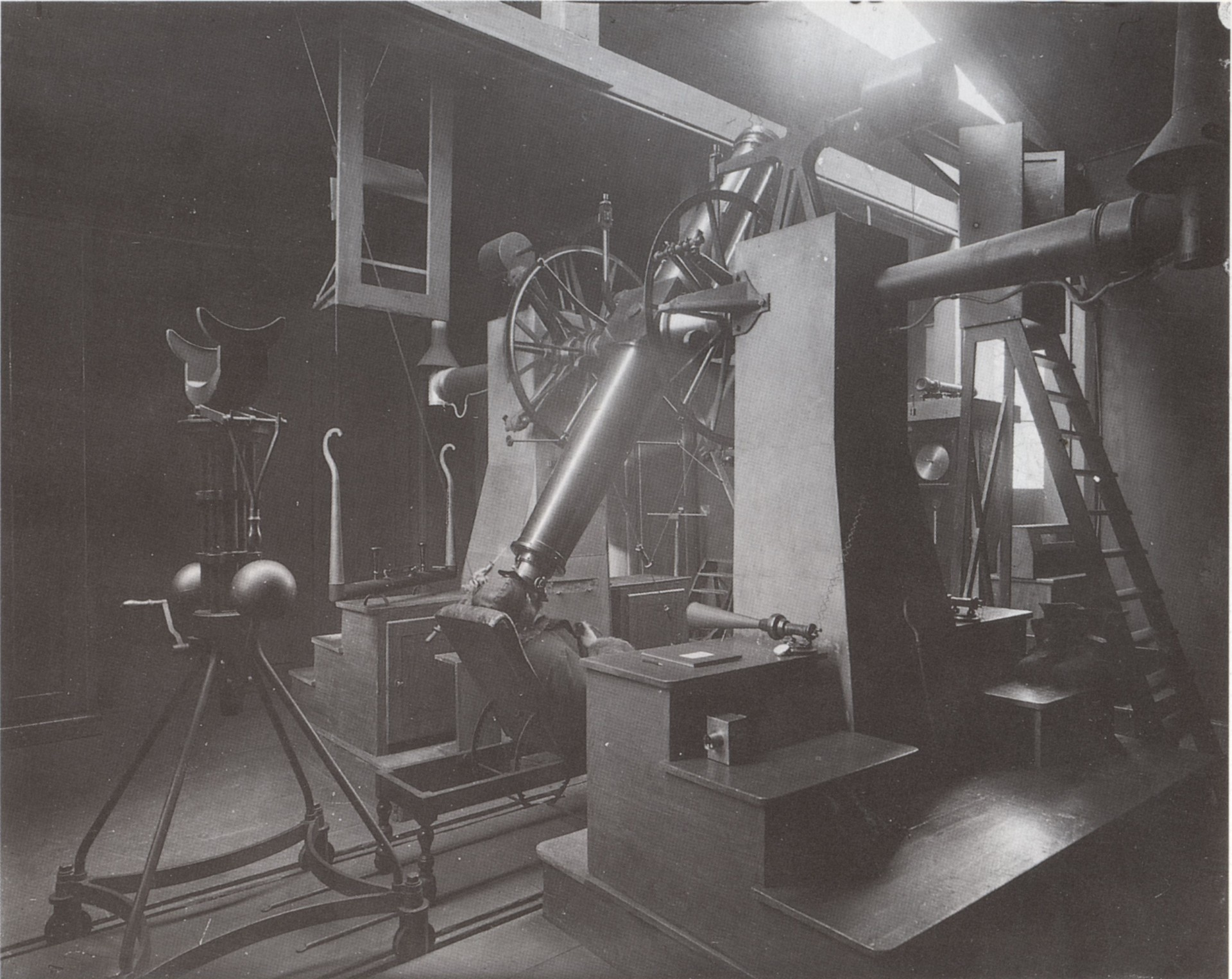
In der Sternwarte am Johannistal, um 1900

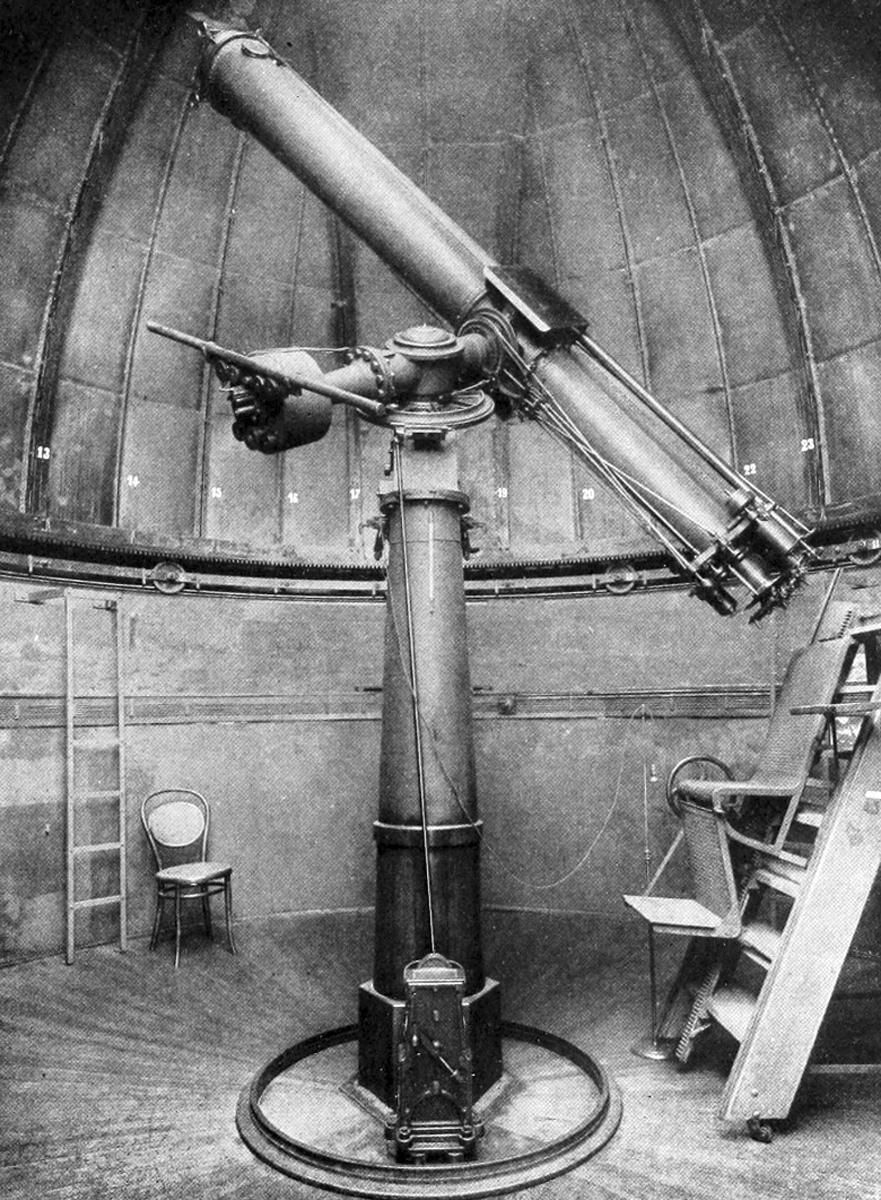
Refraktor, um 1909

Bereits 1857 gab es Pläne für einen Neubau. Nachdem das Grundstück durch die Stadt für die Universität zu günstigen Bedingungen zur Verfügung gestellt worden war, wurde 1860 mit dem Bau begonnen. Die neue Universitäts-Sternwarte in Leipzig wurde 1860/1861 am Westrand des Johannistales auf dem heutigen Grundstück Stephanstraße Nr. 3 erbaut und am 8. November 1861 eröffnet. Deren Architekt war Albert Geutebrück (1801–1868).
Nach dem Entwurf von Geutebrück wurde gleichfalls das Wohnhaus für den Direktor K. C. Bruhns gebaut, das direkt neben der Sternwarte stand und mit ihr über einen Korridor verbunden war. Das zweigeschossige Bauwerk im klassizistischen Stil mit Tympanon über dem Mittelrisalit war die Dienstwohnung des Direktors der Sternwarte.
In der Sternwarte befanden sich eine Bibliothek und das sogenannte „Meridianzimmer“, das auch eine Sammlung astronomischer Instrumente beherbergte. Bemerkenswert für die damalige Zeit war die Konstruktion der Kuppel, die auf Kugeln gelagert in alle Himmelsrichtungen drehbar war. Dazu kam ein Fernrohr von 12 Fuß (ca. 3,5 Meter) Brennweite und einem Objektiv von 8 Zoll (ca. 0,19 Meter). Entlang der Kuppel diente eine ringsum begehbare Plattform der Aufstellung von mobilen Instrumenten zur Himmelsbeobachtung.
1866 wurde die Anlage um einen zweiten Kuppelbau erweitert, und 1886 kam noch ein Turmbau hinzu (im Bild von Süden gesehen halb verdeckt am linken Bildrand).
Direktoren der neuen Sternwarte waren:
- 1861–1881: Karl Christian Bruhns (1830–1881)
- 1882–1919: Heinrich Bruns (1848–1919)
- 1920–1930: Julius Bauschinger (1860–1934)
- 1930–1943: Franz Josef Hopmann (1890–1975)

Im Zweiten Weltkrieg wurde die Sternwarte bei dem schweren Luftangriff vom 4. Dezember 1943 teilweise zerstört. Im Jahr 1956 musste sie ihren Betrieb völlig einstellen.
Im rekonstruierten Überrest des Sternwartengebäudes befindet sich seit 1993 das Institut für Meteorologie der Fakultät für Physik und Geowissenschaften der Universität Leipzig.